# 曹建方
曹建方（1957年8月—），男，汉族，云南宜良人，中华人民共和国政治人物。中央财经大学财政专业在职研究生学历，高级会计师、高级经济师。

## 生平
1976年7月加入中国共产党。1980年1月参加工作。早年毕业于云南省财经学校，毕业后分配到云南省财政厅，历任办公室秘书、主任科员、副主任、主任、副厅长。2003年1月，任云南省财政厅厅长、党组书记。2006年11月，升任中共云南省委常委、楚雄州委书记。2008年1月，转任云南省人民政府副省长。2011年12月，任中共云南省委常委、省委秘书长。2012年6月，辞去云南副省长职务。
2015年12月，中共云南省委下发文件，免去曹建方云南省委秘书长兼省委省直机关工作委员会书记、委员职务。处理方式类似于原中共云南省委常委、昆明市委书记张田欣。2016年1月，被罢免云南省第十二届人大代表。1月29日，中纪委通报，曹建方因严重违纪，受到开除党籍处分，降为副处级非领导职务。曹建方被安排到云南省农垦总局规划统计处任副调研员。2017年8月，他在新单位办理了退休手续。有报道称，曹建方在云南省财政厅任职期间的下属兼情妇罗敏（后任云南省农村信用社联合社党委副书记、主任）于2015年7月落马，牵出了曹建方、蒋兆岗（曾任云南省农村信用社联合社党委书记）、万仁礼（曾任云南省农村信用社联合社党委书记、理事长）等人的违纪问题。罗敏于2018年6月因受贿罪被判处有期徒刑10年半；蒋兆岗于2016年2月转任西南林业大学党委副书记、校长，2018年5月畏罪潜逃，很快被抓获，2019年3月以受贿罪、国有企业人员滥用职权罪被判处有期徒刑15年；万仁礼于2017年6月落马，同年8月被双开，2018年4月被提起公诉。
2019年1月2日，云南省纪委监委发布消息，曹建方涉嫌严重违纪违法，被取消退休待遇，移送司法机关。他成为继吉林省人大常委会原副主任周化辰之后，又一名在遭到降级处分后接受调查并被移送司法的省部级官员。曹建方的二次受查与西南林业大学原校长蒋兆岗案直接相关。
2021年1月播出的由中国共产党云南省纪律检查委员会宣传部与云南广播电视台联合制作的反腐警示专题片《清流毒——云南在行动》首次揭露了曹建方两次被查的详情。2016年1月，曹建方在接受组织调查时，伪装老实，避重就轻，选择性交代了部分问题，组织本着“惩前毖后，治病救人”的原则，给予开除党籍处分，取消其副省级待遇，降为副处级非领导职务，收缴违纪所得。2018年5月30日，《中华人民共和国监察法》颁布后首例被发布A级通缉令的蒋兆岗落网，曹建方的“软着陆”被终结，并于次年1月再次落马。